# Kaman K-225
Kaman K-225 là một loại trực thăng thử nghiệm do Kaman Aircraft phát triển.

## Biến thể
K-125
K-190

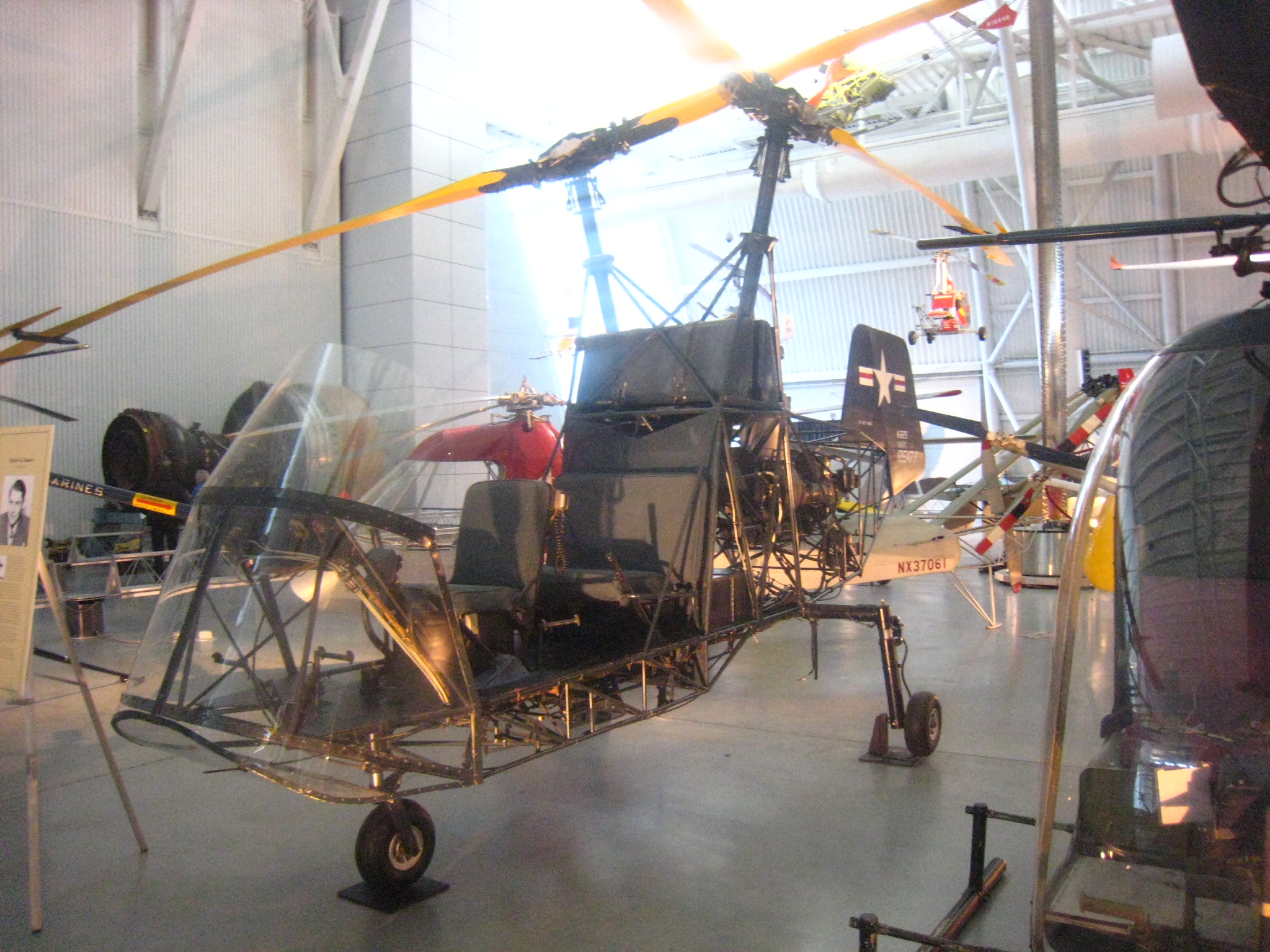
K-225
H-22

## Tính năng kỹ chiến thuật (K-225)

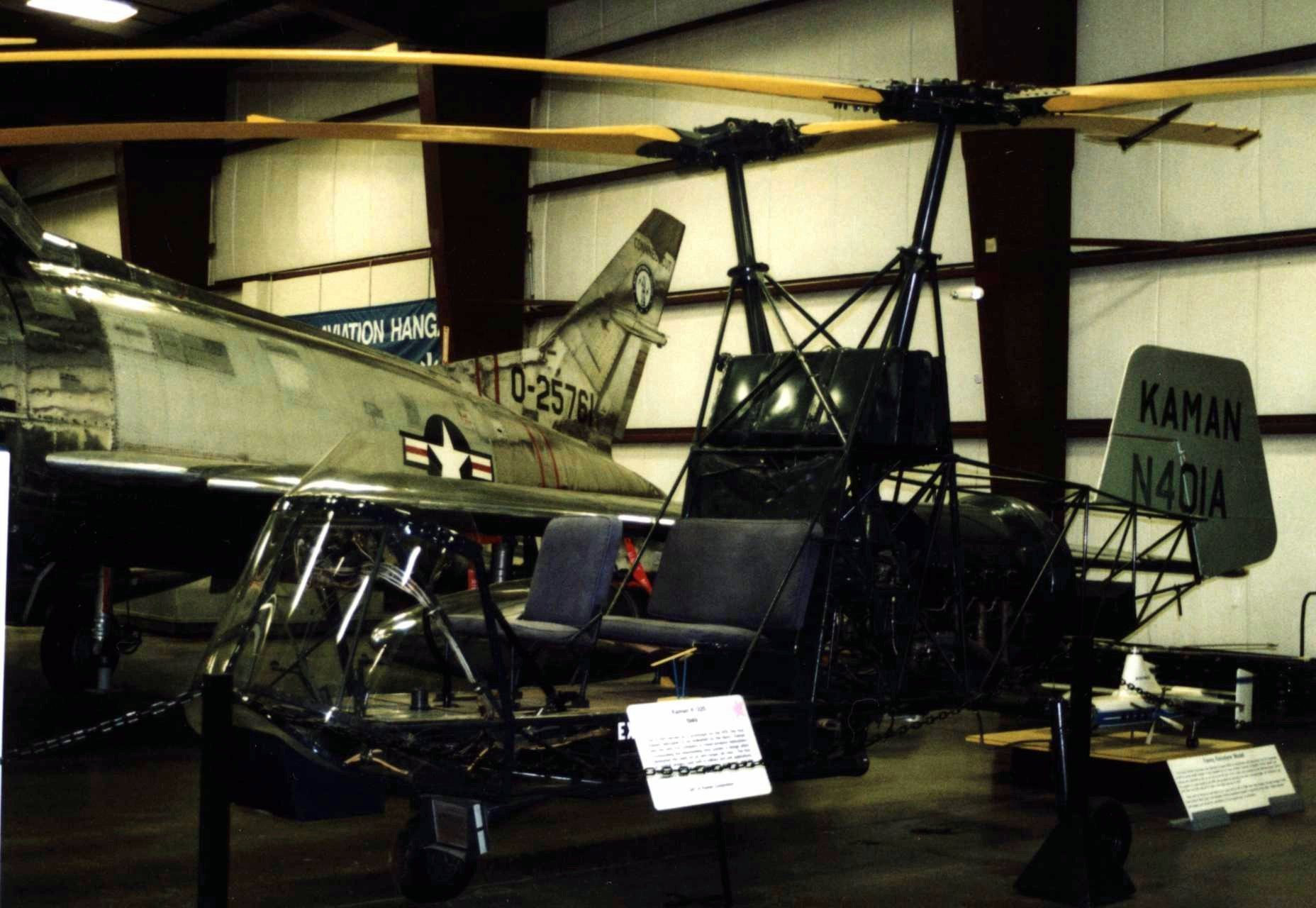
K-225 trưng bày tại bảo tàng hàng không New England, Windsor Locks, Connecticut, tháng 6 năm 2005

Dữ liệu lấy từ 
Đặc tính tổng quát
- Kíp lái: 2
- Chiều dài: 22 ft 5 in (6,83 m)
- Chiều cao: 11 ft 0 in (3,35 m)
- Trọng lượng rỗng: 1.799 lb (816 kg)
- Trọng lượng có tải: 2.703 lb (1.226 kg)
- Động cơ: 1 × Lycoming O-435-2 , 225 hp (168 kW)

Hiệu suất bay
- Vận tốc cực đại: 73 mph (117 km/h; 63 kn)